# Coccophagus subflavescens
Coccophagus subflavescens is een vliesvleugelig insect uit de familie Aphelinidae. De wetenschappelijke naam is voor het eerst geldig gepubliceerd in 1971 door Hayat.